# Pidhajci (obwód kirowohradzki)
Pidhajci (ukr. Підгайці) – wieś na Ukrainie, w obwodzie kirowohradzkim, w rejonie kropywnyckim, w hromadzie Wełyka Sewerynka. W 2001 liczyła 1145 mieszkańców.